# Knooppunt Moorsele
De verkeerswisselaar van Moorsele is een Belgisch knooppunt tussen de A17/E403 en de A19 nabij Moorsele, een deelgemeente van Wevelgem.
Het knooppunt is een typisch klaverblad en werd in gebruik genomen in 1980, gelijktijdig met de A19.
| Aansluitende wegen     | Aansluitende wegen     | Aansluitende wegen          | Aansluitende wegen | Aansluitende wegen |
| ---------------------- | ---------------------- | --------------------------- | ------------------ | ------------------ |
|                        |                        | richting Brugge / Roeselare |                    |                    |
|                        |                        |                             |                    |                    |
| richting Ieper / Menen | richting Kortrijk (R8) |                             |                    |                    |
|                        |                        |                             |                    |                    |
|                        |                        | richting Doornik / Rijsel   |                    |                    |

Aalbeke · Antwerpen-Centrum · Antwerpen-Haven · Antwerpen-Noord · Antwerpen-Oost · Antwerpen-West · Antwerpen-Zuid · Arquennes · Battice · Beaufays · Beveren · Bois-d'Haine · Brugge · Cerexhe · Charleroi-Nord · Charleroi-Sud · Cheratte · Daussoulx · Destelbergen · Doornik · Familleureux · Fexhe-Slins · Gent-Centrum · Gouy · Grâce-Hollogne · Groot-Bijgaarden · Hautrage · Hauts-Sarts · Heppignies · Heverlee · Hoog-Itter · Houdeng-Goegnies · Jabbeke · Jemappes · Kortrijk-West · Kortrijk-Zuid · Leonardkruispunt · Loncin · Lummen · Machelen · Marcinelle · Marquain · Merelbeke · Moorsele · Neufchâteau · Ranst · Sint-Stevens-Woluwe · Strombeek-Bever · Thiméon · Ville-sur-Haine · Vottem · Wilrijk-Valaar · Zaventem · Zwijnaarde